# Jürgen Richter (Archäologe)
Jürgen Richter (* 14. März 1958 in Waldniel, heute Schwalmtal) ist ein deutscher Prähistorischer Archäologe.

## Leben
Jürgen Richter machte 1977 am Gymnasium Fridericianum Erlangen sein Abitur. Anschließend studierte er zwischen den Jahren 1978 und 1982 Ur- und Frühgeschichte, Klassische Archäologie und Kunstgeschichte an den Universitäten Erlangen und Köln. Einer seiner späteren archäologischen Forschungsschwerpunkte, die steinzeitliche Kultur- und Landschaftsentwicklung arider Zonen Afrikas, ist bereits Thema seiner 1983 abgeschlossenen Magisterarbeit (Universität Erlangen) „Messum, Abri 1, Zentrale Namib, Südwestafrika. Ein Beitrag zur prähistorischen Besiedlung arider Gebiete“. Hieran anknüpfend folgte 1988 die Promotion zum Dr. phil. an der Universität Erlangen bei Gisela Freud mit einer Dissertationsschrift mit dem Titel „Studien zur Urgeschichte Namibias. Holozäne Stratigraphien im Umkreis des Brandberges“.
In den folgenden Jahren, von 1989 bis 1999, war J. Richter als Wissenschaftlicher Assistent am Institut für Ur- und Frühgeschichte der Universität zu Köln tätig. Neben seinen bisherigen Forschungen zu afrikanischer Urgeschichte, fokussiert er nun verstärkt auf das europäische Neolithikum und Paläolithikum, auf landschaftsarchäologische Ansätze sowie auf diachrone und vergleichende Perspektiven der frühen Menschheitsgeschichte (Afrika und Europa). Zahlreiche Forschungsprojekte des Kölner Instituts für Ur- und Frühgeschichte, wie etwa das APA- (Archäologische Prospektion der Abbaukanten im Tagebau Garzweiler) oder das Krim-Projekt, um nur einige beispielhaft zu nennen, wurden von ihm während dieser Zeit initiiert und getragen. Im Jahr 1991 wurde er mit dem Rudolf von Bennigsen-Foerder-Preis für innovative Projekte von Nachwuchswissenschaftlern des Landes Nordrhein-Westfalen ausgezeichnet.
Während seiner Kölner Assistenzzeit habilitierte sich J. Richter 1995 an der Philosophischen Fakultät der Universität zu Köln mit einer Arbeit zum Thema „Der G-Schichten-Komplex der Sesselfelsgrotte. Zum Verständnis des Micoquien“. Diese paläolithische Fundstelle im Altmühltal (Niederbayern) weist eine einmalige Abfolge von über 20 Belegungen auf, weshalb sie für die Chronologie und Kulturgeschichte des Mittelpaläolithikums von entscheidender Bedeutung ist. Der G-Schichten-Komplex enthält die umfangreichste Abfolge spätmittelpaläolithischer bifazialer Inventare (Micoquien) in Mitteleuropa und eignete sich deshalb für eine Revision der Gliederung und Zeitstellung des Micoquien und dessen Verhältnisses zum Moustérien. 1999 wurde die Habilitationsschrift mit dem Preis der Kölner Offermann-Hergarten-Stiftung ausgezeichnet.
Seit 2002 ist er Professor am Institut für Ur- und Frühgeschichte der Universität zu Köln. Zwischen 2009 und 2021 war er Mit-Initiator und Sprecher des Kölner SFB 806 „Our Way to Europe“ (zusammen mit Frank Schäbitz, Martin Melles und seit 2018 Thomas Litt). Ein Grundstein für die erfolgreiche Beantragung dieses Sonderforschungsbereichs war die Gründung des interdisziplinären, Archäologie und Geowissenschaften vereinenden Centre of Quaternary Science and Geoarchaeology und die Etablierung des Masterstudiengangs Quaternary Research und Geoarchaeology.
J. Richter ist es zudem ein Anliegen, die Ergebnisse der Steinzeitforschung einem breiteren Publikum nahezubringen, wie seine Buch-Publikationen „Altsteinzeit – Der Weg der frühen Menschen von Afrika bis in die Mitte Europas“ und „111 Jahre Prähistorische Archäologie in Köln“ belegen. Beide Werke sollen gerade auch das Laien-Publikum dazu anregen, sich mit der Thematik des Paläolithikum und seinen aktuellen Fragestellungen auseinanderzusetzen.

## Ehrungen
- 1991: Benningsen-Förder-Preis
- 1999: Offermann-Hergarten-Preis
- 2013: Universitätspreis für Lehre und Studium der Philosophischen Fakultät der Universität zu Köln

## Schriften
- Studien zur Urgeschichte Namibias. Holozäne Stratigraphien im Umkreis des Brandberges (= Africa Praehistorica. 3). Köln 1991 (Dissertation).
- Der G-Schichten-Komplex der Sesselfelsgrotte – Zum Verständnis des Micoquien. Quartär-Bibliothek 7, Saarbrücken 1997 (Habilitationsschrift), 473 Seiten. ISBN 978-3-515-09211-1
- Neolithikum (= Geschichtlicher Atlas der Rheinlande II.2, unter Mitarbeit von E. Claßen, mit einem Beitrag von A.J. Kalis und J. Meurers-Balke). Köln 1997 (Digitalisat), 69 Seiten, 2 großformatige Kartenblätter.
- Altsteinzeit. Der Weg der frühen Menschen von Afrika bis in die Mitte Europas. Stuttgart 2018, 232 Seiten. ISBN 978-3-17-033676-6
- 111 Jahre prähistorische Archäologie in Köln. Kölner Studien zur prähistorischen Archäologie 9, Rahden/Westf. 2018, 340 Seiten. ISBN 978-3-86757-369-6
- mit Thorsten Uthmeier und Andreas Maier (Hrsg.), Der Magdalénien-Fundplatz Bad Kösen-Lengefeld an der Saale. Die Funde aus dem nördlichen und südlichen Siedlungsbereich. Veröffentlichungen des Landesamtes für Denkmalpflege und Archäologie Sachsen-Anhalt – Landesmuseum für Vorgeschichte, Band 82, Halle a.d. Saale 2021, 227 Seiten. ISBN 978-3-948618-27-8
- mit Thomas Litt und Frank Schäbitz (Hrsg.), The Journey of Modern Humans from Africa to Europe. Schweizerbart, Stuttgart 2021, 232 Seiten. ISBN 978-3-17-033676-6